# 自由路礼拜堂
自由路礼拜堂又名宋门里礼拜堂，是中国河南省开封市的一座著名教堂，由美国循理会创建于1910年，位于开封宋门里自由路东段。
1907年，美国循理会传教士安培生（C.F.Appleton）来到开封传教，先在宋门外创办圣经学校，1910年又在宋门里购地兴建教堂，为循理会豫中教区中心。1930年宣布自养。1958年并入联合礼拜。1981年，自由路礼拜堂成为开封第一个恢复开放的基督教堂。2001年在旧城改造中遭拆除，1000多名信徒临时租用邮政局礼堂等地点进行礼拜。